# 樊尚·普瓦里耶
樊尚·普瓦里耶（法語：Vincent Poirier，1993年10月17日—），法国男子篮球运动员，司职中锋及大前锋。他曾代表法国国家队参加2020年夏季奥林匹克运动会篮球比赛，获得一枚银牌。

## 職業生涯
2019年7月15日，普瓦里耶与巴斯克尼亚分道扬镳，並与波士顿凯尔特人队签订了一份合同。